# Ziano di Fiemme
Ziano di Fiemme település Olaszországban, Trento megyében. Lakosainak száma 1755 fő (2023. január 1.). Ziano di Fiemme Canal San Bovo, Pieve Tesino, Predazzo és Panchià községekkel határos.

## Népesség
A település népességének változása:
| Lakosok száma | 1741 | 1742 | 1755 |
|               | 2017 | 2018 | 2023 |